# Battaglia di Kolubara
La battaglia di Kolubara venne combattuta dal 16 novembre al 15 dicembre 1914 nell'ambito della campagna di Serbia della prima guerra mondiale, e vide contrapposti l'esercito serbo dei generali Radomir Putnik e Živojin Mišić, ed un'armata austro-ungarica sotto il generale Oskar Potiorek; la battaglia si concluse con una netta vittoria serba, che decretò il fallimento del terzo tentativo austro-ungarico di occupare il paese.